# 파파모빌레

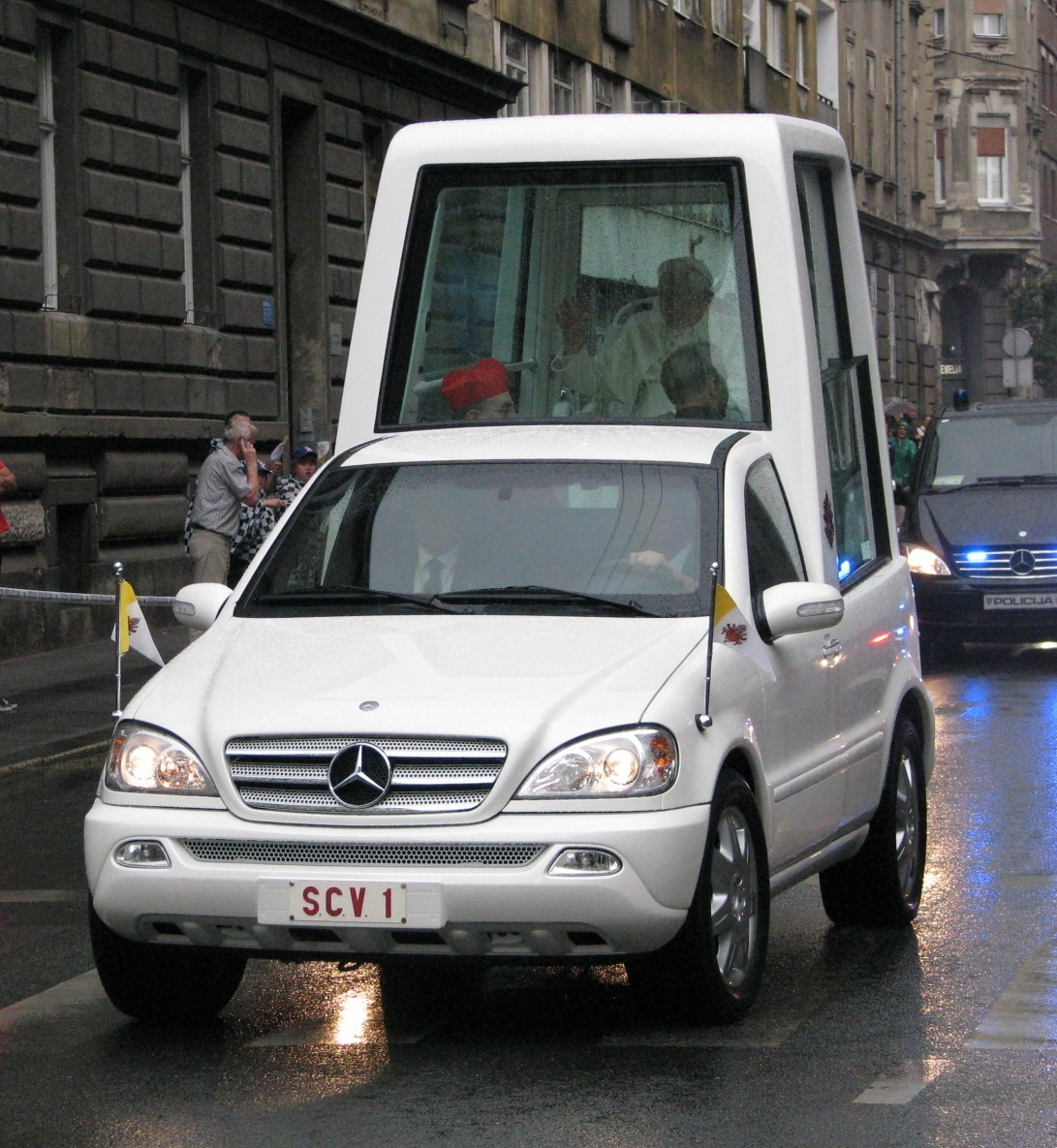
크로아티아를 방문한 교황 베네딕토 16세의 교황 전용차.

파파모빌레(이탈리아어: papamobile) 또는 교황 전용차(敎皇專用車, 영어: popemobile)는 교황이 공적인 외출을 할 때 사용하도록 특별히 제작된 의전차량을 가리키는 비공식적인 이름이다. 교황 전용차는 많은 군중이 교황의 모습을 더 잘 볼 수 있도록 만들어졌다. 교황 요한 바오로 2세가 교황으로서는 처음으로 폴란드를 방문했을 때 군중에게 자신의 모습을 잘 보이도록 트럭을 변형시킨 것을 시작으로 교황 전용차는 다른 많은 모델이 있다.
어떤 차량은 교황의 몸을 바깥에 드러내는 반면에 또 다른 차량은 방탄유리로 교황을 둘러싼 형태를 하고 있다. 그리고 교황이 앉도록 설계된 차량도 있지만, 교황이 일어서서 타도록 설계된 차량도 있다. 이렇게 바티칸에는 다양한 교황 전용차가 있으며, 필요한 경계수위와 거리 그리고 이동속도에 따라 각각의 용도에 맞는 차량을 선택하고 있다. 교황 전용차의 차량 등록 번호판은 “SCV 1”이다. 여기서 “SCV”는 이탈리아어로 바티칸 시국을 뜻하는 “Stato della Città del Vaticano”의 약어이다.

## 사진

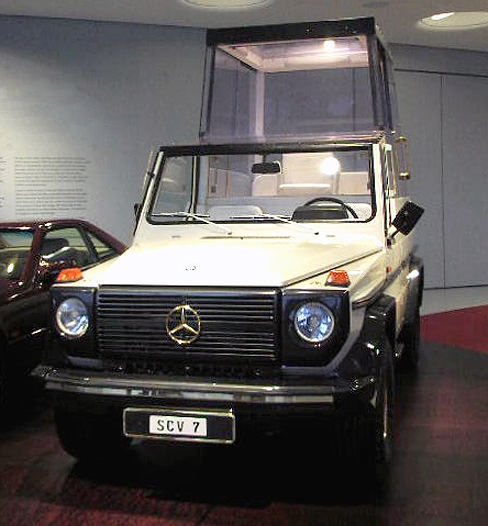
메르세데스 벤츠 230 G형
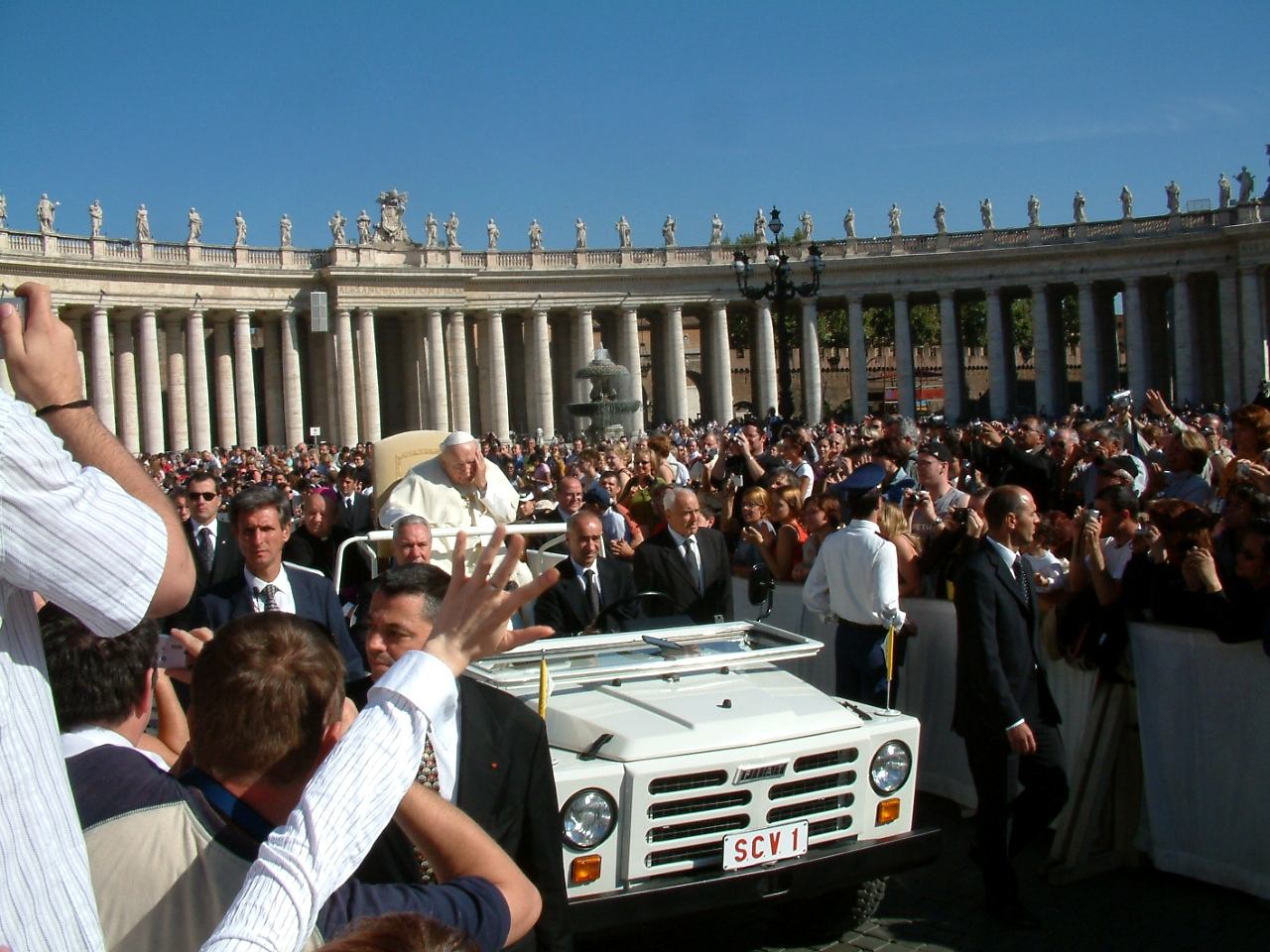
2004년 피아트 캄파뇰라형 교황 전용차를 타고 성 베드로 광장을 도는 요한 바오로 2세
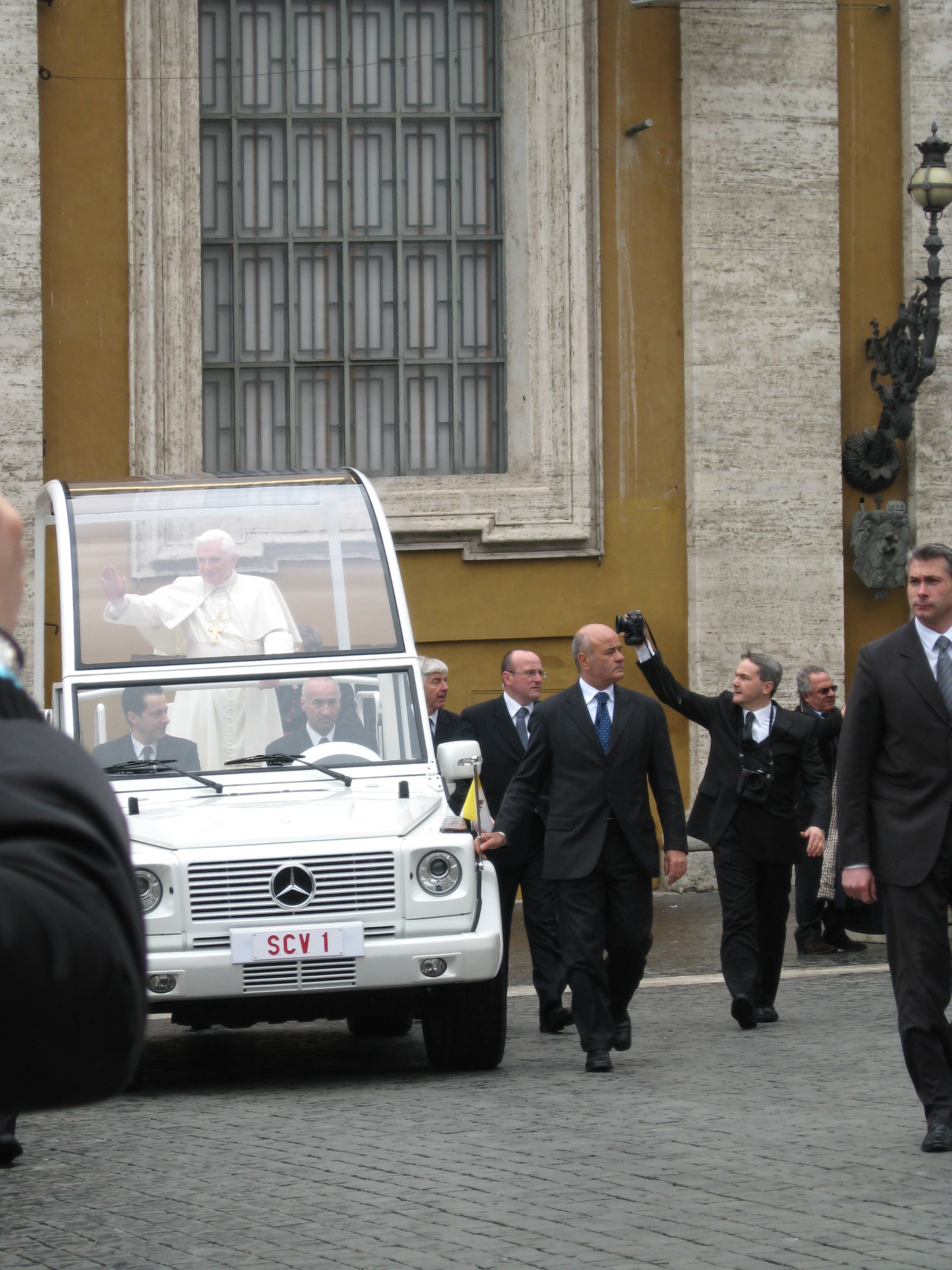
교황 전용차를 탄 교황 베네딕토 16세